# Nowe Błogie
Nowe Blogie [pronunciación en polaco: /ˈnɔvɛ ˈbwɔɡʲɛ/] es un pueblo en el distrito administrativo de Gmina Mniszków, dentro del condado de Opoczno, Voivodato de Łódź, en el centro de Polonia. Se encuentra a unos 7 kilómetros al oeste de Mniszków, 24 kilómetros al oeste de Opoczno, y 57 kilómetros al sureste de la capital regional Łódź.
El pueblo tiene una población de 80 habitantes.